# Кеннеди, Джордж
Джордж Харрис Кеннеди мл. (англ. George Harris Kennedy, Jr.; 18 февраля 1925 — 28 февраля 2016) — американский актёр, лауреат премии «Оскар», наиболее известный по ролям в фильмах «Хладнокровный Люк», серии фильмов «Аэропорт» и «Голый пистолет», а также роли Картера Маккея в трёх последних сезонах телесериала «Даллас». Ветеран Второй мировой войны.

## Биография
Джордж Кеннеди родился в Нью-Йорке в семье артистов. Его отец, Джордж Харрис Кеннеди, музыкант и руководитель оркестра, умер, когда Кеннеди было 4 года. Будущий актёр был воспитан матерью, Хелен Кисельбах, артисткой балета. Его дебют на театральной сцене состоялся ещё в детском возрасте, после чего Кеннеди стал выступать в радиопостановках.
Во время Второй мировой войны служил в пехотных частях армии США, получил несколько наград.
В 1950-х годах работал на радио и телевидении вооруженных сил США. После травмы спины вернулся в шоу-бизнес.
В 1955 году он стал техническим консультантом в телесериале «Сержант Билко», в котором спустя год дебютировал как актёр. При росте в 1 м 93 см актёр нашёл себя в ролях «крутых парней». На рубеже 1950—1960-х годов он снялся в небольших ролях в ряде телесериалов, а в 1960 году состоялся его дебют на большом экране в блокбастере «Спартак». В последующие несколько лет Джордж Кеннеди появился в таких популярных голливудских фильмах как «Шарада» (1963) с Одри Хепбёрн, «Тише, тише, милая Шарлотта» (1964) с Бетт Дейвис, «Полёт Феникса» (1965) с Джеймсом Стюартом и «По методу Харма» (1965) с Джоном Уэйном. В 1968 году актёр был удостоен премии «Оскар» за роль Драглайна в драме «Хладнокровный Люк».
В 1970 году Джордж Кеннеди сыграл Джо Патрони, главного авиатехника, в знаменитом фильме-катастрофе «Аэропорт». Патрони, ставший одним из ключевых персонажей, появился в исполнении Кеннеди ещё в трёх продолжениях фильма. В последующие годы актёр был довольно востребован в Голливуде в ролях второго плана, среди которых Рэд Лири в драме Майкла Чимино «Громила и Попрыгунчик», сержант Лью Слейд в фильме-катастрофе «Землетрясение» (1974) и Эндрю Пеннингтон в детективе по роману Агаты Кристи «Смерть на Ниле» (1978).
В 1980-х годах Джордж Кеннеди исполнил ряд ролей в фильмах категории «B», среди которых «Отряд „Дельта“» (1986) и «Калейдоскоп ужасов 2» (1987). В 1988 году он появился в роли капитана Эда Хокена в пародийной комедии «Голый пистолет» с Лесли Нильсеном в главной роли. В 1991 и в 1994 году вышли продолжения этого фильма, где Кеннеди так же появился в образе капитана Хокена. На рубеже 1980 — 1990-х годах заметной была его роль Картера МакКея в мыльной опере «Даллас».
В 2011 году он написал свою автобиографию «Поверьте мне».
До момента смерти Джордж Кеннеди вместе со своей второй супругой Джоан МакКарти проживал в городе Игл в штате Айдахо, где воспитывал внучку Тейлор, которая попала под их опеку после начала лечения их дочери Шаунны от злоупотребления психоактивными веществами.
За свой вклад в развитие киноискусства Джордж Кеннеди удостоен звезды на голливудской «Аллее славы».

## Фильмография
| Год  |     | Русское название                    | Оригинальное название                          | Роль                                       |
| ---- | --- | ----------------------------------- | ---------------------------------------------- | ------------------------------------------ |
| 1960 | ф   | Спартак                             | Spartacus                                      | Хакан Кюсюк (в титрах не указан)           |
| 1961 | ф   |                                     | The Little Shepherd of Kingdom Come            | Натан Диллон                               |
| 1962 | ф   | Смельчаки одиноки                   | Lonely are the Brave                           | шериф Гатирез                              |
| 1963 | ф   |                                     | The Silent Witness                             | Гас Джордан                                |
| 1963 | ф   |                                     | The Man from the Diner's Club                  | Джордж                                     |
| 1963 | ф   | Шарада                              | Charade                                        | Герман Скоби                               |
| 1964 | ф   |                                     | McHale's Navy                                  | Генри Ле Клерк                             |
| 1964 | ф   | Остров голубых дельфинов            | Island of the Blue Dolphins                    | капитан                                    |
| 1964 | ф   |                                     | Strait-Jacket                                  | Лео Краузе                                 |
| 1964 | ф   | Тише, тише, милая Шарлотта          | Hush… Hush, Sweet Charlotte                    | старшина присяжных                         |
| 1965 | ф   | Мираж                               | Mirage                                         | Уиллард                                    |
| 1965 | ф   | По методу Харма                     | In Harm's Way                                  | полковник Грегори                          |
| 1965 | ф   | Полёт Феникса                       | The Flight of the Phoenix                      | Майк Беллами                               |
| 1965 | ф   | Шенандоа                            | Shenandoah                                     | полковник Фэйрчайлд                        |
| 1965 | ф   | Сыновья Кэти Элдер                  | The Sons of Katie Elder                        | Кёрли                                      |
| 1967 | ф   | Грязная дюжина                      | The Dirty Dozen                                | майор Макс Армбрустер                      |
| 1967 | ф   | Поторопи закат                      | Hurry Sundown                                  | шериф Кумбс                                |
| 1967 | ф   | Хладнокровный Люк                   | Cool Hand Luke                                 | Дрэглайн                                   |
| 1967 | ф   | Баллада о Джоси                     | The Ballad of Josie                            | Арх Огден                                  |
| 1968 | ф   | Розовые джунгли                     | The Pink Jungle                                | Сэмми Райдербейт                           |
| 1968 | ф   | Легенда о Лайле Клэр                | The Legend of Lylah Clare                      | Мэтт Бёрк (в титрах не указан)             |
| 1968 | ф   | Бостонский душитель                 | The Boston Strangler                           | Фил Динэтали                               |
| 1968 | ф   | Бандольеро                          | Bandolero!                                     | шериф Джонсон                              |
| 1969 | ф   | Хорошие парни и плохие парни        | The Good Guys and the Bad Guys                 | Большой Джон Маккей                        |
| 1969 | ф   |                                     | Gaily, Gaily                                   | Йохансон                                   |
| 1969 | ф   | Ружья великолепной семёрки          | Guns of the Magnificent Seven                  | Крис Адамс                                 |
| 1970 | ф   | Тик-тик-тик                         | ...tick...tick...tick...                       | Джон Литтл                                 |
| 1970 | ф   | Аэропорт                            | Airport                                        | Джо Патрони                                |
| 1970 | ф   | Зиг-заг                             | Zig Zag                                        | Пол Р. Кэмерон                             |
| 1970 | ф   | Грязный Дингус Макги                | Dirty Dingus Magee                             | Херкаймер «Хок» Бёрдсилл                   |
| 1971 | ф   | Парад дураков                       | Fools' Parade                                  | «Док» Консил                               |
| 1973 | ф   | Потерянный горизонт                 | Lost Horizon                                   | Сэм Корнелиус                              |
| 1973 | ф   |                                     | Cahill U.S. Marshal                            | Эйб Фрейзер                                |
| 1974 | кор |                                     | Sonic Boom                                     | человек в пустыне                          |
| 1974 | тф  |                                     | A Cry in the Wilderness                        | Сэм Хэдли                                  |
| 1974 | ф   | Громобой и Быстроножка              | Thunderbolt and Lightfoot                      | Рэд Лири                                   |
| 1974 | ф   | Аэропорт 1975                       | Airport 1975                                   | Джо Патрони                                |
| 1974 | ф   | Землетрясение                       | Earthquake                                     | сержант Лью Слэйд                          |
| 1975 | ф   | Санкция Эйгера                      | The Eiger Sanction                             | Бен Бауман                                 |
| 1975 | ф   | Человеческий фактор                 | The 'Human' Factor                             | Джон Кинсдейл                              |
| 1977 | ф   | Аэропорт 77                         | Airport '77                                    | Джо Патрони                                |
| 1977 | ф   | Испытание человека (Япония)         | Ningen no shōmei                               | Кен Шафтан                                 |
| 1978 | ф   |                                     | Mean Dog Blues                                 | капитан Омар Кинсмен                       |
| 1978 | ф   |                                     | Brass Target                                   | генерал Джордж Паттон                      |
| 1978 | ф   | Смерть на Ниле                      | Death on the Nile                              | Эндрю Пеннингтон                           |
| 1979 | ф   | Аэропорт-79: «Конкорд»              | The Concorde ... Airport '79                   | капитан Джо Патрони                        |
| 1979 | ф   | Двойной Макгаффин                   | The Double McGuffin                            | Таласек                                    |
| 1979 | ф   | Найти и уничтожить                  | Search and Destroy                             | Энтони Фуска                               |
| 1979 | ф   | Сталь                               | Steel                                          | Большой Лью Кэссиди                        |
| 1980 | ф   | Вирус                               | Fukkatsu no hi                                 | Конвэй                                     |
| 1984 | ф   | Болеро                              | Bolero                                         | Коттон Грей                                |
| 1985 | ф   | Радиоактивные грёзы                 | Radioactive Dreams                             | Спэйд Чендлер                              |
| 1986 | ф   | Отряд «Дельта»                      | The Delta Force                                | отец Скотта МакКойя                        |
| 1987 | ф   | Калейдоскоп ужасов 2                | Creepshow 2                                    | Рэй Спенсер                                |
| 1987 | ф   | Незваный                            | Uninvited                                      | Майк Харви                                 |
| 1988 | ф   | Высшая черта                        | Top Line                                       | Холзман                                    |
| 1988 | ф   | Голый пистолет                      | The Naked Gun: from the Files of Police Squad! | Эд Хокен                                   |
| 1989 | ф   | Мертвый мозг                        | Brain Dead                                     | Вансе                                      |
| 1991 | ф   | Сумасшедшая история                 | Driving Me Crazy                               | Джон Маккеди                               |
| 1991 | ф   | Голый пистолет 2½: Запах страха     | The Naked Gun 2½: The Smell Of Fear            | Эд Хокен                                   |
| 1994 | ф   | Голый пистолет 33⅓: Последний выпад | Naked Gun 33⅓: The Final Insult                | Эд Хокен                                   |
| 1997 | мф  | Коты не танцуют                     | Cats Don't Dance                               | руководитель компании мистер Л. Би Маммонт |
| 1998 | ф   | Солдатики                           | Small Soldiers                                 | Брик Базука (озвучка)                      |
| 1998 | ф   | Осторожно, Деннис!                  | Dennis the Menace Strikes Again!               | дедушка Денниса                            |
| 2005 | ф   | Входите без стука                   | Don't Come Knocking                            | режиссёр                                   |
| 2008 | ф   | Расплата кровью                     | The Man Who Came Back                          | Дюк                                        |
| 2010 | ф   | Шесть дней в раю                    | Six Days in Paradise                           | Монти                                      |
| 2011 | ф   | Родственнички                       | Another Happy Day                              | Джоел Бекер                                |
| 2014 | ф   | Игрок                               | The Gambler                                    | Эд                                         |

## Награды
- Оскар 1968 — «Лучший актёр второго плана» («Хладнокровный Люк»).